# Сан-Жозе-ди-Мипибу
Сан-Жозе-ди-Мипибу (порт. São José de Mipibu)  —  муниципалитет в Бразилии, входит в штат Риу-Гранди-ду-Норти. Составная часть мезорегиона Восток штата Риу-Гранди-ду-Норти. Входит в экономико-статистический  микрорегион Макаиба. Население составляет 39 909 человек на 2006 год. Занимает площадь 293,877 км². Плотность населения — 135,8 чел./км².
Праздник города — 3 мая.

## История
Город основан в 1758 году.

## Статистика
- Валовой внутренний продукт на 2003 год составляет 94 529 302,00 реалов (данные: Бразильский институт географии и статистики).
- Валовой внутренний продукт на душу населения на 2003 год составляет 2512,94 реалов (данные: Бразильский институт географии и статистики).
- Индекс развития человеческого потенциала на 2000 год составляет 0,671 (данные: Программа развития ООН).